# Woodsia plummerae
Woodsia plummerae är en hällebräkenväxtart som beskrevs av Lemmon. Woodsia plummerae ingår i släktet Woodsia och familjen Woodsiaceae. Inga underarter finns listade.